# Liste der Monuments historiques in Saint-Memmie
Die Liste der Monuments historiques in Saint-Memmie führt die Monuments historiques in der französischen Gemeinde Saint-Memmie auf.

## Liste der Objekte
| Bezeichnung                          | Beschreibung                     | Standort                       | Kennzeichnung | Schutzstatus | Datum | Bild           |
| ------------------------------------ | -------------------------------- | ------------------------------ | ------------- | ------------ | ----- | -------------- |
| Opferstock                           | Holz, 18. Jahrhundert            | in der Kirche St-Memmie (Lage) | PM51000204    | Classé       | 1911  |                |
| Grabstein für Gérard de Souberon     | Stein, 14. Jahrhundert           | in der Kirche St-Memmie (Lage) | PM51000205    | Classé       | 1948  |                |
| Grabstein der Familie Le Boutilliers | Stein, um 1500                   | in der Kirche St-Memmie (Lage) | PM51000203    | Classé       | 1911  |                |
| Grabstein des heiligen Memmius       | Stein, 12. Jahrhundert           | in der Kirche St-Memmie (Lage) | PM51000994    | Classé       | 1908  | weitere Bilder |
| Grabstein für Thiebauz Rupez         | Stein, Ende des 13. Jahrhunderts | in der Kirche St-Memmie (Lage) | PM51000995    | Classé       | 1908  |                |